# Reserva Nacional de Fauna Andina Eduardo Avaroa

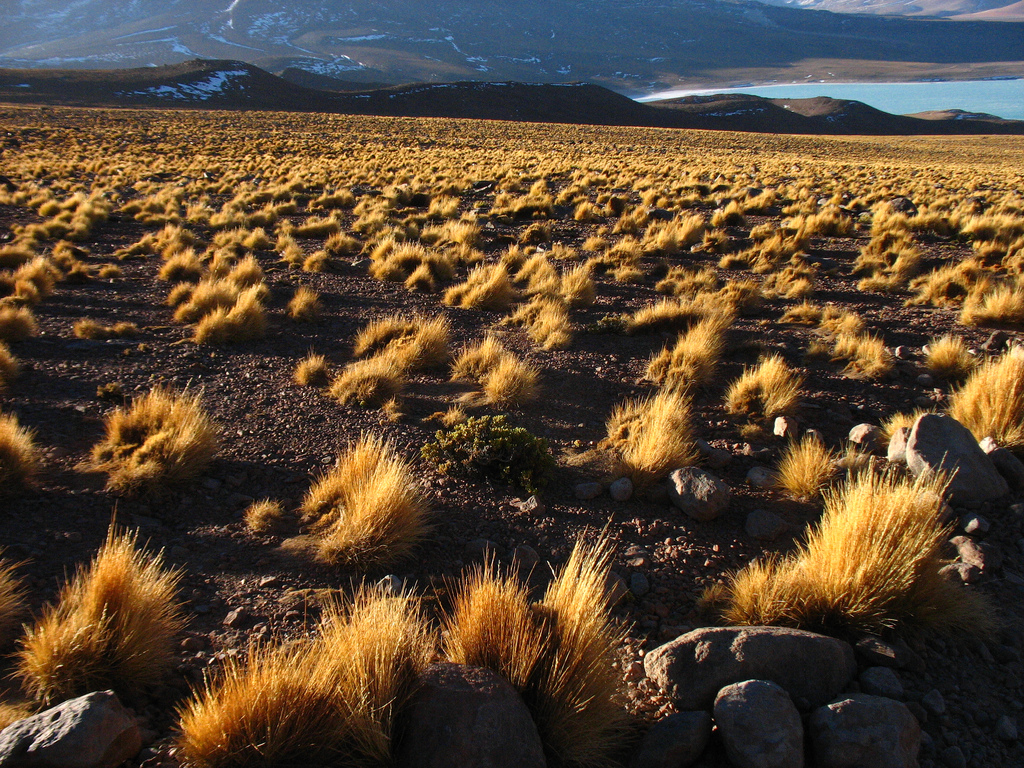
Panorama mit der Laguna Verde im Hintergrund

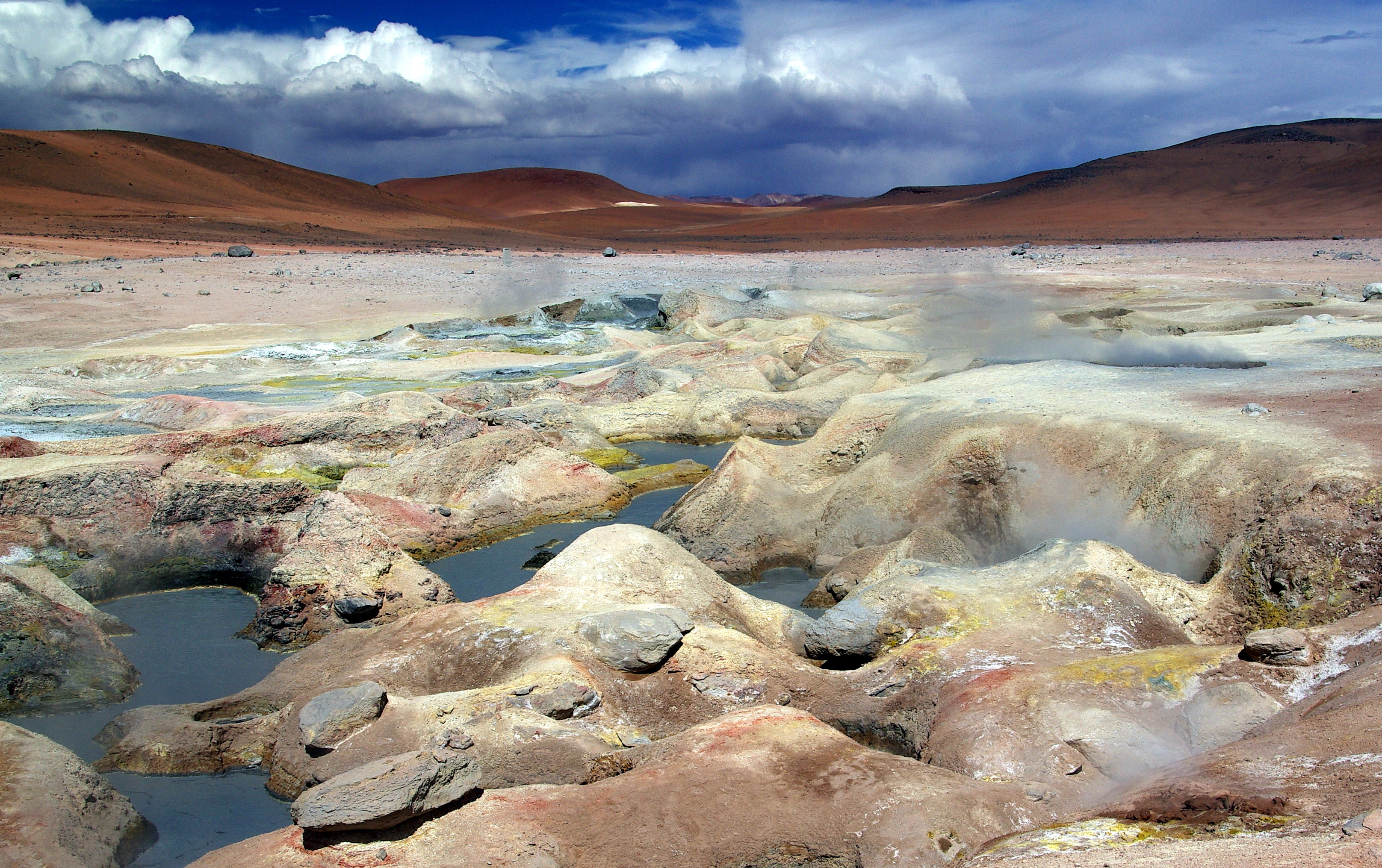
Geysirfeld Sol de Mañana

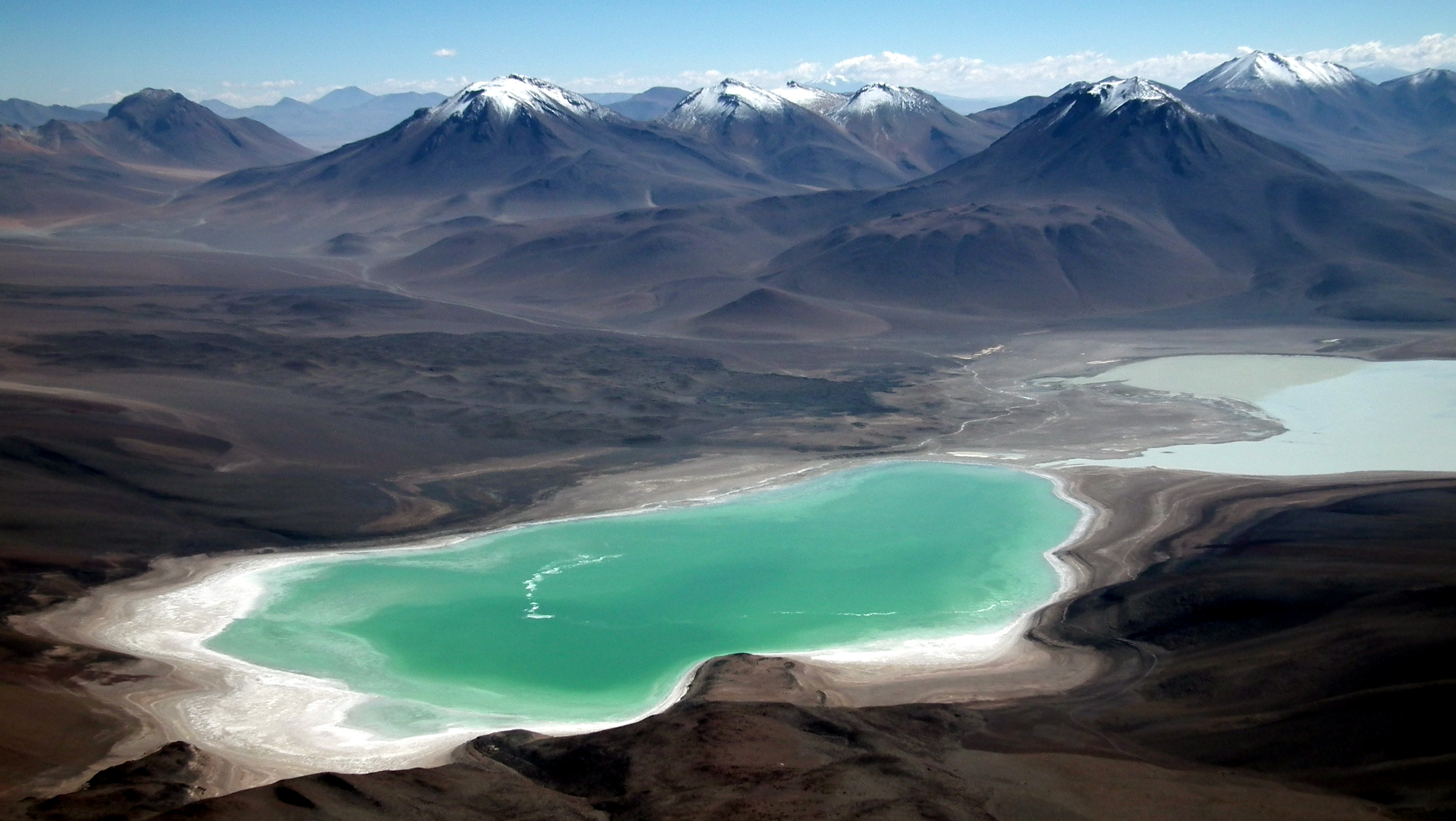
Laguna Verde vom Gipfel des Licancabur gesehen.

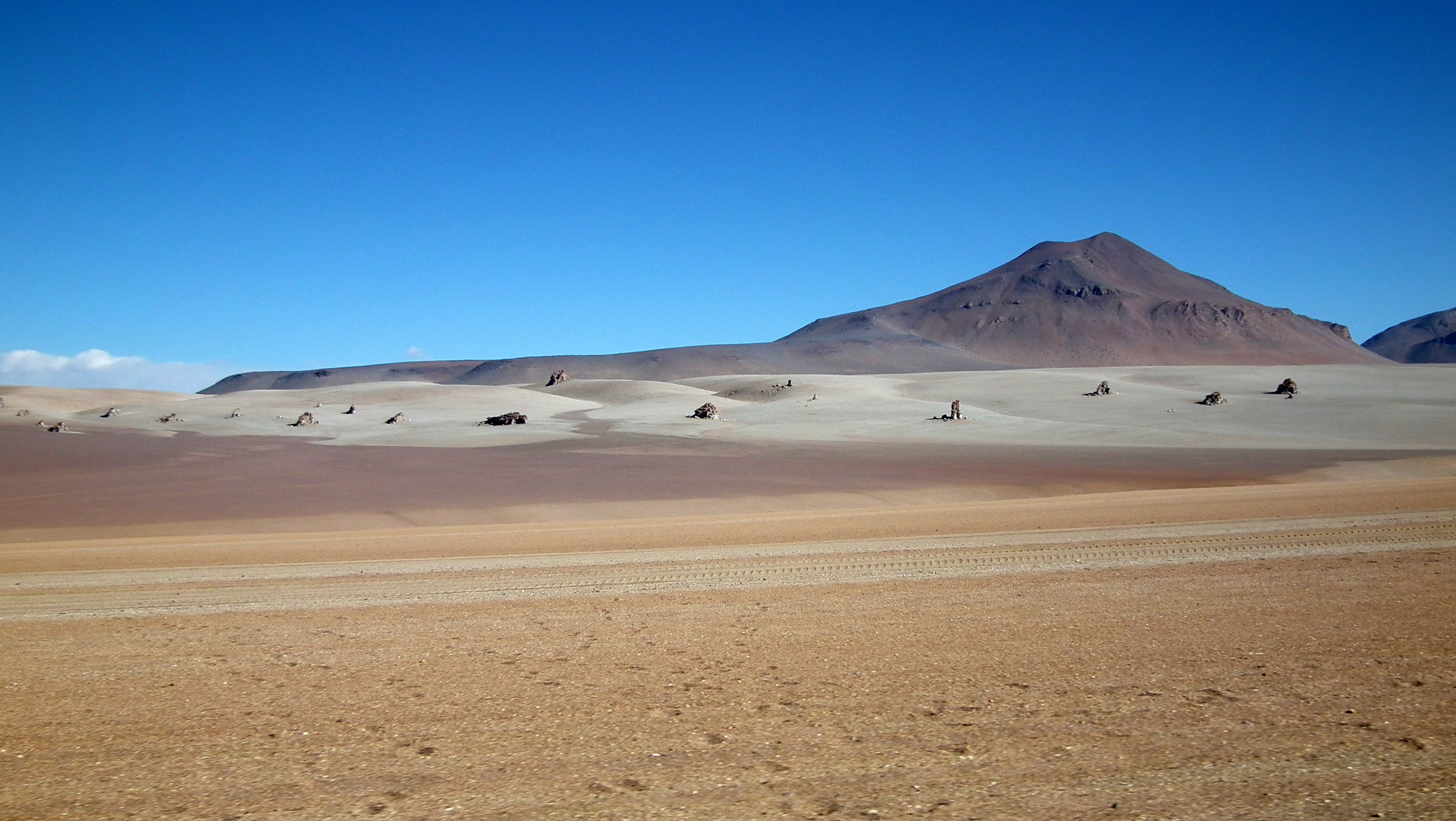
Ansicht der Salvador-Dalí-Wüste mit den typischen Felsen

Die Reserva Nacional de Fauna Andina Eduardo Abaroa ist mit mindestens 60.000 Besuchern pro Jahr der meistbesuchte Nationalpark in Bolivien. Er wurde 1973 gegründet und trägt den Namen von Eduardo Avaroa, einem Kriegshelden des Salpeterkrieges.
Die Berge des Reservats im Departamento Potosí sind die höchsten Berge der Anden an der Grenze von Bolivien nach Chile und Argentinien. Im Reservat sind, vergleichbar dem Yellowstone-Nationalpark in den Vereinigten Staaten, viele aktive Vulkane, heißen Quellen, Geysire und dampfende Fumarolen zu finden.

## Überblick
Das Reservat erstreckt sich über eine Fläche von etwa 7147 km² und liegt durchschnittlich 4000 Meter über dem Meeresspiegel. Das Klima ist trocken in den Wintermonaten von Mai bis August und feucht in den Sommermonaten von Dezember bis April, wobei der durchschnittliche jährliche Niederschlag bei niedrigen 65 mm liegt. Die Jahresdurchschnittstemperatur beträgt 3 °C, die niedrigsten Temperaturen herrschen zwischen Mai und Juli.
Auf dem Gebiet des Parks befinden sich zwei kleinere Siedlungen, Quetena Chico und Quetena Grande, die von Tourismus, Bergbau und Lamahaltung leben.

## Topographie
Das Naturschutzgebiet befindet sich in einer Region mit einem unregelmäßigen Relief mit umfangreichen Hochebenen und Ebenen im Westen, flankiert von der vulkanischen Cordillera Occidental, deren höchste Erhebung der Vulkan Licancabur ist.

## Hydrographie
In der Region liegen einige Seen, wie die Laguna Verde, Laguna Colorada und die Laguna Blanca.

## Flora
Trotz des extremen Umfelds wachsen im Naturschutzgebiet mindestens 190 Pflanzenarten. Die Arten haben sich an die harten Bedingungen des Salzgehalts, der Trockenheit, der niedrigen Temperaturen und des Mangels an Nährstoffen angepasst.
Die Vegetation ist durch die starke Präsenz einiger Gräser (Jarava ichu, auf salzigeren Böden Distichlis humilis, Muehlenbergia fasciata) charakterisiert. An Stellen der größten Luftfeuchtigkeit finden sich Baccharis dracunculifolia und in felsigen Gegenden Polylepis und Yareta.

## Tiere
Die Fauna ist durch das Vorhandensein von endemischen Arten gekennzeichnet, die an die extremen Bedingungen des Lebens in der Region angepasst sind. Einige von ihnen sind vom Aussterben bedroht.
Im Reservat leben 80 Vogelarten, darunter drei Flamingoarten (Phoenicopterus andinus, Chileflamingo und James-Flamingo), welche die Hauptattraktion darstellen; außerdem Anden-Gänse, Falken, Enten, Andenkondore, Nandus und Darwinnandus.
Darüber hinaus gibt es 23 Arten von Säugetieren, darunter Pumas, Andenfüchse, Viscachas und Vikunjas.

## Bedrohungen
Das Reservat Eduardo Abaroa ist wegen seiner Topographie und Abgelegenheit eine der wirtschaftlich am meisten benachteiligten Regionen Boliviens. Die Schönheit lockt eine große Anzahl von Touristen, jedoch ist der Tourismus meist unregelmäßig und ungeordnet. Die meisten der über 60.000 Besucher, die die lange Reise ins Reservat auf sich nehmen, nutzen ein Fahrzeug mit Allradantrieb und Reiseleiter ohne angemessene Ausbildung. Diese Fahrzeuge stören die Tier- und Pflanzenwelt und zerstören die sensiblen Landschaften. Das Fehlen einer touristischen Infrastruktur trägt zur Verschmutzung der Landschaft durch menschliche Abfälle bei.
Bergbau und unangemessene landwirtschaftliche Praxis bringen auch Probleme für den biologischen, ökologischen und historischen Bereich. Bergbau ist mit etwa 61 aktiven Minen innerhalb der Grenzen des Reservats ein wichtiger Wirtschaftszweig im Park und seiner Umgebung.